# فرشته‌کوسه آرام
فرشته‌کوسه آرام (نام علمی: Squatina californica) نام یک گونه از سرده فرشته‌کوسه‌سانان است.